# Borbetômago

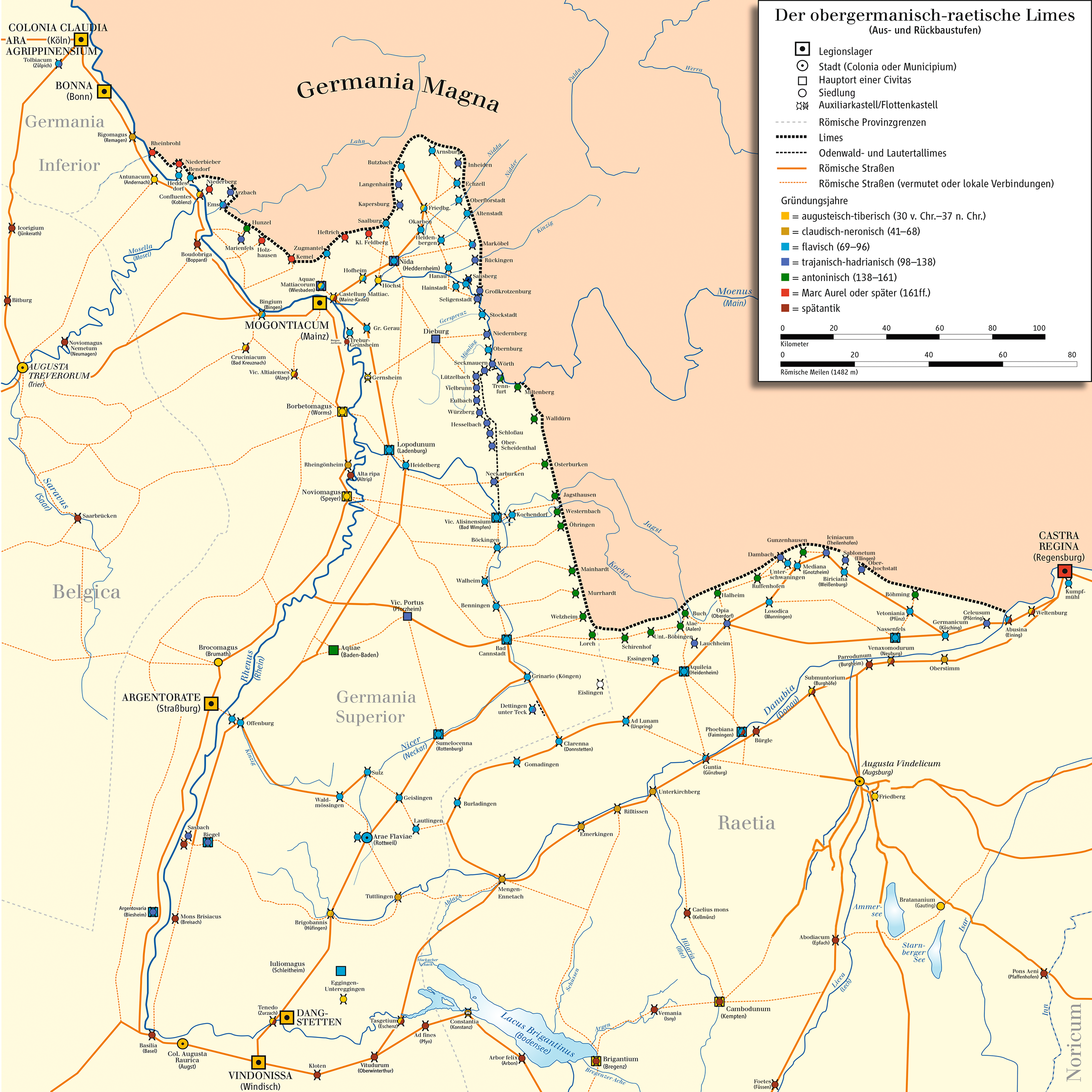
Localização na margem do rio Reno

Borbetômago (em latim: Borbetomagus), raramente Bormitômago (Bormitomagus), é o nome de origem latina de uma colônia celta na região da atual cidade de Worms no Hesse Renano, na Renânia-Palatinado. Os dois nomes do acampamento são confirmados por documentos.

## Nomes

### "Worms"
O nome latino do acampamento é de origem celta, sendo este no entanto desconhecido, sabendo-se apenas sua forma latinizada. No sufixo -magus  permaneceu a palavra celta latinizada para "campo", "planície", "mercado". O local foi assim diversas vezes traduzido como "campo na Bormita".
Borbeto é, de acordo com uma possível significação do radical celta para *borvo, *borbo, identificado nos nomes dos deuses Borvo e Bormo. Seu local seria denominado portanto devido a uma fonte de águas termais ou referenciado ao mesmo. O radical poderia significar portanto "fonte líquida" ou "quente". Ao termo celta *borba, que radicou-se em diversas línguas, são associados significados como "sujeira" e "mato.
Outro significado provém do radical indo-germânico *bher- ("afluir"), ao qual também pertence *bherm ("água borbulhante"). Assim, Borbetomagus poderia significar originalmente "campo fonte“.
Devido a uma mudança fonética, a consoante B foi substituída por W. Assim Borbetomagus evoluiu na língua dos germanos na Idade Média para "Warmazfeld, Warmazia/Varmacia, Wormazia/Wormatia" e finalmente para "Worms".

### "Wonnegau"
Quando os romanos chegaram na área de Borbetômago no início da era cristã, a população celta estava provavelmente em declínio ou mesmo não mais assentada na região. Portanto, os romanos promoveram a fixação da tribo germânica dos vangiões e organizaram um assentamento, uma unidade administrativa romana semi-autônoma sob o nome de Estado dos vangiões (em latim: Civitas Vangionum). Ao longo dos séculos seguintes seu nome foi modificado e atualmente a região nas imediações de Worms é denominada Wonnegau.

## História
Da época do imperador Augusto (r. 31 a.C–14 d.C.) são conhecidas na região apenas alguns pedaços de cerâmica (terra sigillata). Apesar disto, ainda é discutido e incerto ser Worms a mais antiga cidade da Alemanha. No mais tardar durante o império de Tibério (r. 14–37) é seguro afirmar, devido ao estacionamento de diversas tropas auxiliares romanas - dentre outras a ala montada Primeira dos Hispânicos, ala Sebosiana, ala Agripiana e ala Indiana - a existência de um castro, havendo juntamente um assentamento civil (vico). Prova da presença de diversas tropas são principalmente as pedras sepulcrais dos soldados auxiliares, expostas no Andreasstift, museu da cidade de Worms.
Após o avanço das tropas do Reno para o Limes Neckar-Odenwald, Borbetômago foi uma localização de referência civil do Estado dos vangiões. Além da rede de estradas romanas são conhecidas estruturas na área da catedral de Worms, que faziam parte do fórum e que pertenciam a um templo dedicado a Júpiter. Vários fornos foram escavados ao sul da cidade; próximo a uma cerâmica estabelecida na época foram produzidos os Wormser Gesichtskrüge. Os mais significativos fundos arqueológicos provém entretanto de sepulturas romanas; as conclusões destas investigações foram amplamente apresentadas em 2006.
Na Antiguidade tardia após a queda do limes Borbetômago voltou a ser cidade fronteiriça; em seu castro estacionaram as milites secundae Flaviae. Da época do imperador Valentiniano I (r. 364–375) provém a muralha da cidade, ainda parcialmente preservada na área da Paulskirche e a seu noroeste.